# 機動戦士ガンダム U.C. ENGAGE
『機動戦士ガンダム U.C.ENGAGE』（きどうせんしガンダム ユー・シー・エンゲージ）は、バンダイナムコエンターテインメントがスマートフォン向けに配信する、「ガンダムシリーズ」を題材としたオンラインウォー・シミュレーションゲームアプリ。略称は『ガンダムUCE』。
キャッチフレーズは「宇宙世紀の戦いの歴史が、ここに。」。

## ゲーム内容
「ガンダムシリーズ」のうち、初代『機動戦士ガンダム』から連なる「宇宙世紀」シリーズに特化したゲームである。「宇宙世紀」シリーズに属する各作品からモビルスーツ (MS) やキャラクターが登場する。各作品の映像とバトルパートを組み合わせたクエストをクリアし、宇宙世紀の歴史を追体験していくのが主なプレイ内容となる。テレビアニメや劇場アニメとして登場した作品はもちろん、本ゲームオリジナルの新作ストーリーも収録されている。
本作の新規シナリオのうち、「0079 ソロモンの悪夢編」「0079 真紅の稲妻編」「ペッシェ・モンターニュ編」は、UC NexT 0100の一環として、宇宙世紀の正史扱いとして扱われている。

## ゲームシステム
プレイヤーはMS6機・キャラクター6人を組み合わせてチームを編成し、バトルに挑む。バトルでは、3DCGで描かれたMSがAIによるオートバトルを行う。移動・攻撃・防御は自動で行われるが、ゲージが蓄積されると発動できる必殺技「EXスキル」のみ、任意のタイミングで使用できる（完全自動にすることも可能）。バトルの模様を視点を変えながら観察したり、写真に収めたりすることもできる。

## ゲームモード

### クエスト
宇宙世紀の歴史を体験できるモード。過去のガンダムシリーズアニメ作品のダイジェストや、バトルパート、アドベンチャーパートなどが組み合わせられている。年代とジャンル別に、以下のように区分されていいる。
U.C.0079 - U.C.0082
一年戦争期前後を描いた各作品が登場する。
U.C.0083 - U.C.0089
デラーズ紛争から第一次ネオ・ジオン抗争までを描いた各作品が登場する。
U.C.0090 -
第二次ネオ・ジオン抗争以降を描いた各作品が登場する。
新作クエスト
過去のイベントモードで実装された、本作オリジナルの新作ストーリーとバトルで遊ぶことができる。
アムロシャアモード
アムロ・レイとシャア・アズナブルに焦点を当てたモード。完全新規映像、アニメ放送・上映当時の映像、ゲームパートから構成されている。『逆襲のシャア』では原作の展開を踏まえつつ、小説版（『ハイ・ストリーマー』及び『ベルトーチカ・チルドレン』）の要素をミックスしたオリジナルシナリオとなっている。
クロスオーバーUCE
本作のナビゲーター達が保管している宇宙世紀の記録がバグで混ざりあい、本来ならありえない会合や世界情勢が形成されたため、プレイヤーがその記録を閲覧するモード。

### 共闘
複数のプレーヤーが参戦し、強力なボス機体に立ち向かうモード。

### イベントモード
期間限定で実装されるモード。

## 本作オリジナルの登場人物
キャラクターデザインは、ナビゲーターと「0079 真紅の稲妻編」は美樹本晴彦、そのほかはことぶきつかさによる。

### ナビゲーター
エアル・セーブ、フィア・ストレイジ、マリ・プリザーヴ、べトラ・カスタディ、サーリア・キャビネット
声 - 原由実（エアル）、Lynn（フィア）、加隈亜衣（マリ）、村瀬迪与（べトラ）、沼倉愛美（サーリア）
本作のナビゲーションを担当するキャラクター。「クロスオーバーUCE」「機動戦士エンゲージガンダム」ではメインオペレーターとなる。

### ペッシェ・モンターニュ編の登場人物
ペッシェ・モンターニュ
声 - 坂本真綾
フラナガン機関で養成されていたニュータイプ (NT) 候補生。ジオン軍の技術士官であった養父オーガン・モンターニュの後を継ぐためにパイロットを目指しているが、ペッシェ本人の操縦技術やNT能力は低い。そのため、グラナダの技術開発部へ出向となり、NT用兵器の開発に携わる。
アシュレイ・ホーンには戦死した父の姿を重ねている。
一年戦争終了後（UC0082・0083）は髪をピンクに染め、アナハイム・エレクトロニクス (AE) 社にてガンダム開発のテストパイロットとして採用される。
UC0086・0087にはオーガスタ研究所にてテストパイロットを務めている。ロザミィから姉のように慕われている。ペッシェはロザミィにフラナガン機関時代の自身を重ねており、当時アシュレイから守られていたのと同じように、ロザミィを守りたいと考えている。
UC0088・0089・0090にはネオ・ジオンに所属している。たび重なる悲劇から心を閉ざしていた。
アシュレイ・ホーン
声 - 加藤将之
ジオン軍の技術士官。大尉。MIP社に出向してモビルアーマー (MA) のテストパイロットを務めていた。
真面目な性格で他の技術者たちからの信頼も厚い。また、操縦技術もトップクラスの腕前を持つ。
ミチェル・カノ
声 - 大地葉
ケリィ・レズナーの営むジャンク屋で働く整備士。元ジオン軍のパイロット候補生であったが、出撃する前に終戦となった。
バーク
連邦軍のMSパイロット。バーク中隊の隊長としてオーガスタ研究所でアグレッサーや施設防衛を務める。
ノン、リン、レイ
声 - 本多陽子（3役）
ネオ・ジオン軍のニュータイプ研究所で育成されているクローンの少女たち。
詳細は「プルシリーズ#ノン、リン、レイ」を参照。
セリーヌ・ロム
声 - 坂本真綾
ペッシェのクローンとしてのオリジナルである存在。NTが確認される以前からその研究をしており、自身に対してもあらゆる実験を行なっていた。NT能力は獲得したものの、たび重なる実験により精神を病んでしまった。
フラナガン博士によってコールドスリープさせられ、9年間眠りについていたが、グレミー・トトによって目覚めさせられる。

### 0079 真紅の稲妻編の登場人物
シェーラ・グレイマー
声 - 上田瞳
元ジオン公国軍特務中尉。ギレン・ザビ直轄の総帥府に勤務するエリートであった。
終戦後は辺境のスペースコロニーで身を隠して生活していたが、ジャーナリストとなったカイ・シデンによってジョニー・ライデンに関する取材を受けることになる。

### アムロシャアモードの登場人物
アリーナ
コロニーに住む女学生だが地球連邦に不満をもち、レジスタンスとしても活動しており、生傷が絶えず化粧っ気もない。コロニーに停泊するラー・ザイムに配食のアルバイトとして潜入し、アムロと出会う。
ともに潜入しているカミラがとあるパイロットから紙切れをもらうところを目撃し、リーダーのベルッキから不審な行動として監視を命じられるが、死亡したカミラがもっていた紙切れに書かれていたのはお菓子のリクエストであった。放心するアリーナは、アムロのリック・ディジェの足元で自爆する。
カミラ
アリーナの大学時代からの友人で同居人。アリーナより人当たりがよく、男友達も多い。戦争を終わらせたい一心でレジスタンスに参加、アリーナと同じアルバイトとなり、カートの下面に設置したレーザーによりラー・ザイム艦内を計測する。
ネオ・ジオン残党の襲撃の際、戦いを止めようとプチ・モビルスーツに搭乗して両者の間に割って入るが、ジェガンのビーム・サーベルに当たってしまい、脱出するも爆風で壁面に叩きつけられ死亡。
ベルッキ
アリーナらが所属するレジスタンスのリーダー。
コロニー内でのロンド・ベル隊とネオ・ジオン残党の戦闘の際、ワイヤーでジェガンを横転させ、コックピット・ハッチを強制解放させてパイロットを射殺するが、垂れたパイロットの腕がレバーを動かしたことによりジェガンの腕に薙ぎ払われ、連邦のモビルスーツを倒したことに満足しながら絶命する。
ハイデマリー・ハウグ
新生ネオ・ジオン軍の強化人間の女性で、金色のノーマルスーツを着用する。ナナイ・ミゲルのもとで、ギュネイ・ガスとともに金色のギーセン・ドーガに搭乗して訓練を受ける。
シミュレーターではギュネイよりも好成績を収めるが、ナナイはサイコフレームと共振しすぎていることを心配する。月面でのギュネイとの模擬戦の際、ジェガン2機と遭遇戦となり単騎で殲滅するが、敵パイロットの思念体が自分の身体をすり抜けたことで錯乱状態となり、以降は感覚が鋭敏になりすぎてパイロットとして使い物にならなくなる。

### 機動戦士エンゲージガンダム
ユート・オールディス
声 - 小市眞琴

？？？
声 - 本多陽子

ルーサ・オールディス
声 - 金田アキ

ダン・オールディス
声 - 楠見尚己

ブラス
声 - 小野寺悠貴

リネット
声 - 杉山里穂

オーバン
声 - 熊谷健太郎

## 本作オリジナルの登場兵器
■が付いているのは設定のみの機体、▲が付いているのはプレイヤーが入手できないCPU専用機。

### 主人公機
各換装形態や強化形態は割愛する。
ガンダム開発試験0番機 (エンゲージゼロ)
「ペッシェ・モンターニュ編」の主役機。ガンダム試作0号機をフォローする形で追加提案されたオプション・プランのひとつとして開発された機体。
エンゲージガンダム
もしもエンゲージゼロの技術が試作0号機の要素と融合したら、あるいはコンペでエンゲージゼロが試作0号機に勝利していたらという歴史上のif機体。
「機動戦士エンゲージガンダム」では主役機となる。

### 0079-0083時
スライフレイル
密林戦に長けた陸戦型ガンダムの隠密仕様。
量産型ガンキャノンII
ジム・スナイパーIIをベースに、ガンキャノンIIのパーツを用いて改修することで基本性能の底上げが図られた量産検討機。
グフ・ホバータイプ
グフカスタムをベースに、脚部に熱核ジェット・エンジンを搭載したホバータイプ。
高機動型ケンプファー
一撃離脱戦法に特化した改修が施されたケンプファー。
ゲルググL
近接戦に特化した改修が施されたゲルググ。
ゲルググLs
ゲルググLの再改修型。

### 0087-0088時
■ディジェS型
ディジェの強化型。
ディジェ・アサルトパッケージ
ディジェS型の爆撃支援型。
ギャプラン・トレーナー
パイロットである強化人間や選抜パイロットの研究養成のため、コックピットを複座にした訓練用ギャプラン。
ムーシカ
アッシマーの生産性向上に繋げるべくバーザムをベースに開発された試作機。素体のバーザムと有人サブフライトシステム「ムーシカ・ベース」が合体することで構成される。
アサルト・マラサイ
マラサイの改良型。エースパイロットに優先的に配備。
ガブスレイβ
可変機部隊の指揮官機として再設計されたガブスレイ。
ザクIIIサイコミュ装備型
ザクIIIの拡張プランであるサイコミュ兵器搭載型。
マグナ・マーテル
キュベレイシリーズの上位互換機として開発された次世代型実験機。
ボール・ボーイ
サイド2の新興商社、GSREX商会がボールをベースに開発、販売した機体。
ザック・ポッド
サイド2の新興商社、GSREX商会がザクIIのパーツを流用して開発、販売した機体。
ネモ・ベラトール
ネモの空間戦闘能力強化プラン。
ガザCZ
ガザCの爆撃支援強化プラン。
▲アクト・ハイザック
ハイザックのニュータイプ研究所仕様。
▲ジムII・ウェポンテスター
ジムIIの試験兵器運用テスト機。

### 0090-0097時
ジム・シューター
0090年後半にジム・スナイパーIIを超長距離支援用に改修した機体。
ロズウェル・ジェガン
量産型νガンダムの開発に当たって、フィン・ファンネルのデータ収集用に改修されたジェガン。
ガンダムデルタアンス
ガンダムデルタカイに搭載されているn_i_t_r_o（ナイトロ）の詳細が非公表である点を疑問視する意見を受け、非サイコミュ機として新規に設計された機体。
ジェガンH型
ジェガンD型をベースに特殊部隊用として開発された強化型。頭部および各部外装がほぼ新造に近い形状となっているほか、大型バックパックの装備によりMA並みの加速力を有している。
リゼルN型
ジェスタとは別ラインでUC計画におけるユニコーンガンダムの随伴機として計画されていた機体。
リゼルN型 ディフェンサーgユニット
専用装備のディフェンサーgユニットを装備した形態。バンシィの装備であるアームド・アーマーVNの技術を取り入れたVNインコムが搭載されている。
ギーセン・ドーガ
小説版のサイコ・ドーガに相当する機体。開発中のヤクト・ドーガのパーツが流用されている。
アングリフ・ドーガ
ギラ・ドーガの拠点攻撃仕様。
スパーブ・ジェガン
ジェガンの長距離狙撃仕様。

### 0120-0150時
■九十九式
0120年代にAE社が百式のアップデート機として開発した機体。
強襲用九十九式
ウェポン・コンテナとブースター・ユニットを装備した強襲形態。
ベルガ・ギロス ジレ・クリューガー専用機
ジレ・クリューガー専用機として改装された ベルガ・ギロスにバグを追加装備させた機体。
■ガンスマッシャー
ガンイージにV2ガンダム用の増加パーツを転用して改修するプランにおける、ガンイージの改良型。
アサルトバスターガンスマッシャー
ガンスマッシャーに追加装備を施し、V2アサルトバスターガンダムと同様の武装構成にした改修プランの完成形。

### クロスオーバーUCE
Ζガンダム（Iフィールド・クロー&Iフィールド・ブラスター装備）
Ζガンダムに右腕にIフィールド・クロー&Iフィールド・ブラスター、左腕にビーム・ライフル内蔵型実体剣を装備した形態。
ΖΖガンダム（ハイパー・ギガ・カノン装備）
ΖΖガンダムに機体の全長を超えるハイパー・ギガ・カノンを装備した形態。
νガンダム（ハイパー・メガ・バズーカ・ランチャー＆ロングレンジ・フィン・ファンネル装備）
νガンダムの背部にハイパー・メガ・バズーカ・ランチャーとロングレンジ・フィン・ファンネルを装備した形態。
ユニコーンガンダム（ハイパー・メガ・ランチャー装備）
ユニコーンガンダムからビーム・マグナムの代わりに右腕にハイパー・メガ・ランチャーを装備した形態。
ナラティブガンダム B2装備
ナラティブガンダム B装備の別形態。
V2アサルトバスターキャノンガンダム
V2アサルトバスターガンダムからメガ・ビーム・ライフルとメガ・ビーム・シールドの代わりに、大口径ビーム・キャノンを装備した形態。

## 登場作品
| - 『機動戦士ガンダム』 - 『機動戦士ガンダム 第08MS小隊』 - 『機動戦士ガンダム サンダーボルト』 - 『機動戦士ガンダム0083 STARDUST MEMORY』 - 『機動戦士Zガンダム』 - 『機動戦士ガンダムZZ』 - 『機動戦士ガンダム 逆襲のシャア』 - 『機動戦士ガンダムUC』 - 『機動戦士ガンダムNT』 - 『機動戦士ガンダム THE ORIGIN』 - 『機動戦士ガンダム0080 ポケットの中の戦争』 - 『機動戦士ガンダム MS IGLOO』 - 『MSV』 - 『ハーモニー・オブ・ガンダム』 - 『CCA-MSV』 - 『機動戦士ガンダムF91』 - 『機動戦士Vガンダム』 - 『機動戦士ムーンガンダム』 - 『THE LIFE-SIZED νGUNDAM STATUE』 - 『機動戦士ガンダム ククルス・ドアンの島』 - 『機動戦士ガンダム 閃光のハサウェイ』 - 『機動戦士ガンダム外伝 ミッシングリンク』 - 『機動戦士ガンダム バトルオペレーション Code Fairy』 | - 『ガンダム・センチネル』 - 『機動戦士ガンダム ヴァルプルギス』 - 『機動戦士ガンダム外伝 THE BLUE DESTINY』 - 『機動戦士クロスボーンガンダム』 - 『機動戦士ガンダム Twilight AXIS 赤き残影』 - 『RX-78F00 HMT』 - 『SDガンダム バトルアライアンス』 - 『ADVANCE OF Z ティターンズの旗のもとに』 - 『ガンダム新体験-0087-グリーンダイバーズ』 - 『機動戦士ガンダム 水星の魔女』（ゲスト出演） - 『GUNDAM EVOLVE』 - 『ジオニックフロント 機動戦士ガンダム0079』 - 『機動戦士ガンダム外伝 宇宙、閃光の果てに…』 - 『機動戦士ガンダム戦記 Lost War Chronicles』 - 『機動戦士ガンダム外伝 コロニーの落ちた地で…』 - 『機動戦士ガンダム戦記』 - 『GUNDAM FACTRY YOKOHAMA』 - 『F91-MSV』 - 『機動戦士ガンダム 復讐のレクイエム』 - 『機動戦士Gundam GQuuuuuuX』 - 『∀ガンダム』 - 『Gのレコンギスタ』 |

『水星の魔女』は宇宙世紀の作品ではないが、当時テレビアニメが放送中であったためのゲスト参戦。

## 関連作品
機動戦士ガンダム U.C. ENGAGE -0082 星屑の素顔-
雑誌『ガンダムエース』創刊22周年記念の特別読切漫画のひとつとして、2023年10・12月号に掲載（漫画：たいち庸、シナリオ：岸本みゆき）。ミチェル・カノを中心としたサイド・ストーリーが描かれた。